# Retén de Catia
El Internado Judicial de los Flores Catia, popularmente conocido como “Retén de Catia”, fue un centro penitenciario ubicado en la Parroquia Sucre de la ciudad de Caracas que funcionó entre los años 1966 y 1997.  

## Historia
Su construcción se realizó bajo el gobierno de Raúl Leoni y su demolición en el mandato del Presidente Rafael Caldera el 16 de marzo de 1997. Su capacidad era para albergar unos 750 presos distribuida en Tres Torres, pero el trascurrir los años fue sobrepoblada causando problemas graves de hacinamiento; se calculó que llegó a superar los tres mil presos. La Comisión Interamericana de Derechos Humanos (CIDH) de la Organización de Estados Americanos, en el caso 11.699 contra la República de Bolivariana de Venezuela indica: 

"Las autoridades no tenían datos consolidados o confiables sobre el número o situación judicial de las personas recluidas. Para el 26 de noviembre de 1992, un informe suministrado por el Jefe de los servicios del Retén computaba 3618 internos. Otro informe suministrado por el Jefe de los servicios del Retén se indicó que para el 30 de noviembre de 1992 el número de internos alcanzaba 2286. De acuerdo con el conteo de los reclusos, realizado por la Guardia Nacional después de una requisa efectuada el 30 de noviembre de 1992 y traslado de reclusos a otros establecimientos, el número total de internos era de 2540"

En esta demanda se indica la distribución de la población penal en la Torre Sur era de 2323 y en la Torre Norte era de 926, con una población total de 3618 reclusos.

### Masacre del Retén de Catia
Durante el fallido segundo intento de golpe de Estado de Venezuela de 1992, ocurrió una matanza en donde no se tienen las cifras exactas de muertos; para esa época fuentes oficiales indicaban que los números de muertos eran 63, el Gobernador del Distrito Federal Antonio Ledezma indicó la cifra de más de 100 personas, mientras que el periódico El Nacional indica la cifra más de 200. No se conoce con certeza la cantidad de fallecidos, diversas organizaciones de derechos humanos se han hecho eco para esclarecer los hechos ocurridos ante las contradicciones por parte de los organismos oficiales.

### Visita del Papa Juan Pablo II y demolición
Durante la Segunda Visita Pastoral del Papa Juan Pablo II a Caracas, el 9 de febrero de 1996, su primera parada fue este centro penitenciario y reclamó para los presos  “condiciones de vida más acordes con la dignidad humana” y “que se favorezca la reeducación y formación de los detenidos…”, en lo que al año siguiente fue demolida por C.A. Venezolana de Industrias Militares, Cavim, utilizando cargas de dinamita para crear una explosión controlada con esto se buscaba “demoler el símbolo del deficiente sistema penitenciario”. Sin embargo, todo ello quedó en meras palabras ya que no mejoró el sistema carcelario venezolano.

## Situación actual
El área donde solía estar el Retén fue anexada al Parque del Oeste de Caracas, también conocido como el Parque de Recreación Alí Primera, y en el 2009 se construyó la sede de la Universidad Nacional Experimental de la Seguridad (UNES) para formar a los efectivos de la Policía Nacional Bolivariana, además de desarrollarse diversas áreas comerciales como el de Catia y el de Propatria, entre otros.